# Кім П'ять-з-плюсом
«Кім П'ять-з-плюсом» (іноді «Кім Всеможу», англ. Kim Possible) — американський комедійний пригодницький мультсеріал, створений Бобом Шулі та Марком МакКорклом, який виходив на каналі Disney Channel з 7 червня 2002 до 7 вересня 2007 року. Шоу обертається навколо старшокласниці Кім Всеможу, якій регулярно доводиться боротися зі злочинцями та справлятися із щоденними підлітковими проблемами. Кім допомагає її незграбний найкращий друг Рон Стопбл, його улюбленець голий землекоп Руфус та 10-річний комп'ютерний геній Вейд — разом відомі як «Команда Всеможу». Більшість місій Кім та Рона полягають у перешкоджанні злісним планам шаленого вченого-суперлиходія доктора Дракена та його помічниці Шиго, але іноді Кім та Рон зустрічаються і з іншими ворогами.
Українською мовою мультсеріал не перекладено і не дубльовано. Доступний тільки з російським дубляжем з українськими субтитрами.

## Персонажі
- Кім (Кімберлі Енн) Всеможу (озвучила Крісті Карлсон Романо) — розумна, популярна та спортивна учениця старших класів, відмінниця, лідер групи підтримки та борець зі злочинністю.[6]  В англійській мові ім'я дівчини Kim у поєднанні із прізвищем Possible (укр. можливо), утворює каламбур «(k)impossible» (укр. неможливо).
- Рон (Рональд) Стопбл (озвучив Віл Фрідлі) — незграбний, але винахідливий найкращий друг дитинства Кім (та хлопець з четвертого сезону), який, на відміну від Кім, непопулярний у школі,[7] невторопний, але постійно намагається реалізувати свій потенціал. Англійською мовою його ім'я співзвучне з unstoppable (укр. нестримний).
- Руфус (озвучила Ненсі Картрайт) — улюбленець Рона, голий землекоп, що подорожує в його кишені та часом допомагає на завданнях.[8]
- Вейд Лоуд (озвучив Тай Моврі)[9] — 10-річний комп'ютерний геній, який інформує Кім та Рона про майбутні місії зі своєї кімнати. Вейд також відповідальний за підтримку вебсайту Кім.

## Епізоди
| Сезон | Сезон | Епізоди         | Трансляція      | Трансляція     |
| Сезон | Сезон | Епізоди         | Прем'єра сезону | Фінал сезону   |
| ----- | ----- | --------------- | --------------- | -------------- |
| 1     | 21    | 7 червня 2002   | 7 червня 2002   | 16 травня 2003 |
| 2     | 30    | 18 липня 2003   | 18 липня 2003   | 5 серпня 2004  |
| 3     | 14    | 25 вересня 2004 | 25 вересня 2004 | 10 червня 2006 |
| 4     | 22    | 10 лютого 2007  | 10 лютого 2007  | 7 вересня 2007 |

## Кросовер
Кросовер мультсеріалів «Кім Всеможу» та «Ліло і Стіч» вийшов в рамках другого сезону. У 20-му епізоді 2-го сезону, під назвою «Руфус», Ліло звернулася за допомогою до Кім та Рона врятувати Стіча, який був захоплений Дракеном та Шиго. Тим часом Джамба помилково вирішив, що Руфус — один з його загублених експериментів.

## Відеоігри
Успіх «Кім Всеможу» породив власну серію відеоігор; було випущено шість відеоігор, які підтримували різні ігрові консолі та платформи:
- Disney's Kim Possible: Revenge of Monkey Fist (GBA) — вийшла 15 листопада 2002
- Disney's Kim Possible 2: Drakken's Demise (GBA) — вийшла 22 вересня 2004
- Disney's Kim Possible 3: Team Possible (GBA) — вийшла 26 липня 2005
- Disney's Kim Possible: Kimmunicator (DS) — вийшла 9 листопада 2005
- Disney's Kim Possible: Legend of the Monkeys Eye (PC) — вийшла 16 травня 2006
- Disney's Kim Possible: What's the Switch? (PS2) — вийшла 19 жовтня 2006
- Disney's Kim Possible: Global Gemini (DS) — вийшла 13 лютого 2007